# Kalimeris shimadai
Kalimeris shimadai là một loài thực vật có hoa trong họ Cúc. Loài này được (Kitam.) Kitam. mô tả khoa học đầu tiên năm 1937.